# Reserve, Kansas
Reserve är en ort i Brown County i Kansas. Vid 2020 års folkräkning hade Reserve 67 invånare.